# L'Osservatore Romano
L'Osservatore Romano (El Observador Romano, en español) es un periódico de la Ciudad del Vaticano. Se define a sí mismo en su cabecera como un «periódico diario político-religioso». Da cobertura a todas las actividades públicas del papa y publica editoriales escritos por miembros importantes del clero de la Iglesia católica. 
Los artículos oficiales en L'Osservatore Romano se limitan al título Nostre Informazioni. Por lo demás, expresa la opinión de sus editores y colaboradores.
 No es un órgano oficial de la Santa Sede, pero es una de las tres fuentes oficiales para la divulgación de noticias sobre la Santa Sede, junto con Radio Vaticano y el Vatican Media.
Sus lemas son «Unicuique suum» («A cada uno lo suyo») y «Non praevalebunt» («[Las puertas del Infierno] no prevalecerán»), que están impresos bajo el título en la página inicial.

## Historia
La primera edición del periódico fue publicada en Roma el 1 de julio de 1861, unos meses después de que fuera proclamado el Reino de Italia (el 17 de marzo de 1861). La frase «periódico diario» fue incluida empezando el 31 de marzo de 1862. Actualmente, es publicado en diferentes lenguas:
- Diariamente en italiano (1861)
- Semanalmente en francés (1949)
- Semanalmente en italiano (1950)
- Semanalmente en inglés (1968)
- Semanalmente en castellano (1969)
- Semanalmente en portugués (1970)
- Semanalmente en alemán (1971)
- Mensualmente en polaco (1980)
- Semanalmente en malayalam (2007)[4]

La edición diaria en la lengua italiana es publicada en horas de la tarde, con fecha del día siguiente.
La edición semanal en el idioma inglés empezó a ser publicada desde el 4 de abril de 1968. Actualmente, es distribuida a más de 129 países.
La edición semanal en el idioma castellano empezó a ser publicada en 1969. Actualmente es distribuido por el diario La Razón.

## L'Osservatore Romanoy el magisterio
Es un error muy común interpretar los textos de L'Osservatore Romano como si tuvieran valor oficial para el magisterio de la Iglesia. Los textos no pueden tener ese valor a menos que fueran escritos por un obispo de alto rango y de manera más solemne y formal.
Por ejemplo, en el 2008, un artículo expresó el deseo de reabrir el debate acerca de la muerte cerebral debido a los últimos descubrimientos en el campo de la medicina. Un portavoz oficial del Vaticano dijo que el artículo expresaba una opinión personal del autor y no reflejaba un cambio en la posición oficial de la Iglesia respecto del tema.

## Suplemento femeninoDone Chiesa Mondo
De 2012 a marzo de 2019 publicó el suplemento femenino mensual Donne Chiesa Mondo («Mujeres Iglesia Mundo») creado por la periodista e historiadora Lucetta Scaraffia. La publicación en italiano tenía una versión mensual en español Vida Nueva, publicada en línea. Durante siete años Scaraffia y el equipo editorial expuso en el suplemento la posición de inferioridad que sufren las mujeres en la Iglesia.  En marzo de 2018 la revista denunció que cardenales y obispos tratan a las monjas como sirvienta por el que recibió numerosos mensajes anónimos de agradecimiento y en febrero de 2019, semanas antes de la cumbre contra los abusos sexuales a menores, publicó un editorial denunciado los abusos sexuales de monjas por parte sacerdotes. Scaraffia y las 11 mujeres de su equipo renunciaron a continuar con el suplemento cuya última edición en la que colaboraron fue la de abril de 2019 señalando que la línea del suplemento no ha encontrado el apoyo del nuevo director de L'Observatore Romano y ya no se dan las condiciones para continuar.

## Directores del periódico
- Nicola Zanchini y Giuseppe Bastia (1861–1866)
- Augusto Baviera (1866–1884)
- Cesare Crispolti (1884–1890)
- Giovani Battista Casoni (1890–1900)
- Giuseppe Angelini (1900–1919)
- Giuseppe Dalla Torre di Sanguinetto (1920–1960)
- Raimondo Manzini (1960–1978)
- Valerio Volpini (1978–1984)
- Mario Agnes (1984–2007)
- Giovanni Maria Vian (2007 –2018)
- Andrea Monda (2018 - actualidad)